# カミオト夜
『カミオト夜』（カミオトよる）は、2022年6月3日（2日深夜）から2023年12月23日（12月22日深夜）まで読売テレビ（ytv）で放送されていた関西ローカルの音楽番組である。前番組『音力-ONCHIKA-』をリニューアルする形で、2021年から年に一度生放送されている特別番組『カミオト-上方音祭-』の姉妹版として放送開始された。

## 概要
2022年5月27日（26日深夜）放送分の『音力－ONCHIKA－』（以下、『音力』）の終盤、番組に関する重大発表を翌28日昼間に生放送される『カミオト－上方音祭－』の中で行うことが告知された。そして生放送内で、6月3日（2日深夜）より『音力』から『カミオト夜』にタイトルを改め、同特番の姉妹番組として放送開始することが発表された。
『音力』同様、基本的にアーティストがやりたい事をロケしていくスタイルが継続され、『音力』にゲスト出演する機会が多かった西川貴教と、『音楽ノチカラ』（前々番組）→『音力』のMCを長年務めた宇都宮まきの休演に伴い、MCを代演した宇都宮の夫である山名文和（アキナ）が番組のスペシャルサポーターに就任し、様々な形で番組をサポートしていく。番組の進行は、ytvアナウンサー、スペシャルサポーターの西川・山名、ナレーションの樋口大喜が交替で務める（進行を置かず、ナレーションのみの放送回もあり）。
この他、最新の音楽情報を紹介する「神TUNE」と、話題の映画を紹介する「神CINEMA」が放送される。
また、アーティストグッズを視聴者に抽選でプレゼントする企画も実施（プレゼントを実施しない放送回もあり）。2022年7月1日（6月30日深夜）放送分の第5回より番組公式Twitterアカウントをフォローした上で、放送日に投稿される対象ツイート（プレゼントが複数ある場合は対象ツイートが複数投稿されている）に番組の感想と指定のハッシュタグ「#カミオト夜」を添えて引用リツイートすることが応募の条件となっている。
なお、第4回までは『音力』同様、番組の最後で発表されるキーワードとプレゼントのアーティスト名（プレゼントが複数ある場合は希望するアーティスト名）を添えて引用リツイートすることが応募の条件となっていた。番組内でのキーワードの発表は第4回まで実施されたが、第3回の対象ツイートにはキーワードを添える旨の記述がなくなった一方、第4回の対象ツイートには「※番組内で発表したキーワードの記載はなしで応募可能」の注記が追加されていた。
2023年10月7日（10月6日深夜）放送分より、放送曜日と時間が土曜（金曜深夜）に移動。また同日放送分よりTVerでの見逃し配信が開始された。

## 突然の番組終了
2023年11月28日、読売テレビ制作局所属の40歳代の男性管理職社員（当時）が、本番組を担当した期間に番組制作会社に「追加演出費」名目で同局に水増し請求させた上で、自身に現金で還流させていたことを明らかにし、年内で放送を休止することを発表した。なお休止について同局広報はスポーツニッポンの取材に「終了ではなく休止としているが、再開のメドが立っているわけではない。検証を続け、さまざまな要因が明らかになるまでは休止せざるを得ない」と応じた。同年12月23日（12月22日深夜）放送分をもって休止した。
休止中の2024年1月 - 6月は、先述の「神TUNE」および「神CINEMA」で紹介してきた本番組の最新音楽・映画情報コーナーを『シノビーかわらばん』と題した単独ミニ番組として継続放送。そして同年6月25日には、読売テレビが新たな音楽プロジェクト『音道楽（おとどうらく）』を立ち上げ、その第1弾として新レギュラー音楽番組『音道楽√ (ROOT)』が7月6日（5日深夜）より放送開始することを発表した。本番組から西川・樋口、ytvアナウンサーの佐藤佳奈がMCに当たる「音道楽HOST」として引き続き出演する。このため、当番組は事実上の打ち切りとなった。

## 出演者
進行は毎回1名が交替で担当。
- スペシャルサポーター
  - 西川貴教
  - 山名文和（アキナ）
- 進行
  - 諸國沙代子（ytvアナウンサー）
  - 澤口実歩（ytvアナウンサー）
  - 佐藤佳奈（ytvアナウンサー）
- 進行・ナレーション
  - 樋口大喜（FM802 DJ）[7]

## スタッフ
- ディレクター：西田優心（YUU）、小池洋平・野垣航（ytv）、川澤慎、堀一範（フロッグ）、堀田真範（ホーリーズエンタープライズ）、村田竜彦（BOYS）、孫貴志・近藤拓也（一歩本舗）、山﨑卓也（ダイズ）、加島あずさ（D-REC）、佐伯圭右（D-mark）【週替り】
- TD：西尾裕一郎【不定期】
- CAM：川元正人・北林一博・藤原美咲・松原航・射(的)場徳実・吉岡和美（光学堂）、森田周作、藤原仁巧、米倉潤、竹島哲也、山内泰、名木政憲、山口聡生、大矢晃平・野口忠繁・奥嶋駿介（ytv）、出口雅樹【週替り】
- MIX：宮脇直樹・久保智弘・小出佳史・妹尾泰祐・溝端淳司（光学堂）、勝呂信彦、松井竜馬、後藤恵大、山下陽介、今堀晃行（ytv Nextry）、池永裕一・三村将之（ytv）、横山裕子【週替り】
- LD：鷲津繋比古、河戸将克、井澤浩司、久保京子【不定期】
- 美術：石田由（ytv、2023年7月28日-）
- EED：浅井拓登、井上哲郎・石丸淳・山澤忍（アッシュ）、渋谷良人（ytv Nextry）、伊豫田文也、師岡邦嘉、西山貴宣（ytv）、香川駿貴【週替り】
- MA：西山直宏（ytv Nextry）
- 音効：岡本麟太郎
- 協力：読売テレビエンタープライズ、ytv Nextry、フロッグ、ホーリーズエンタープライズ、一歩本舗、BOY'S、D-REC、Dmark、ダイズ
- プロデューサー：多賀規恵・浦井章亘（ytv、多賀→2023年7月7日-）、西田優心（YUU、ディレクター兼務の回あり）
- チーフプロデューサー：上野正樹（ytv、2023年7月7日-）
- 制作協力：YUU
- 制作著作：ytv

### 過去のスタッフ
- CAM：藤原祐司【週替り】
- 美術：尾前江美（ytv、2023年7月21日まで）
- EED：笹岡真丈（ytv）【週替り】
- MA：寺本卓矢（ytv Nextry、2023年8月）
- メイク：もりえゆうこ
- 協力：stand out（2023年4月28日）、GRAMMY GROUP（2023年6月9日）
- チーフプロデューサー：山口将人（ytv、2023年6月30日まで）

## 主催イベント
| ライブタイトル                                      | 開催日         | 会場                      | 出演アーティスト                                           |
| --------------------------------------------------- | -------------- | ------------------------- | ---------------------------------------------------------- |
| カミオト夜 ライブ2023春 ※招待制                     | 2023年3月22日  | 松下IMPホール             | OCTPATH PSYCHIC FEVER from EXILE TRIBE                     |
| カミオトLIVE                                        | 2023年6月3日   | なんばHatch               | キュウソネコカミ 新しい学校のリーダーズ すりぃ Klang Ruler |
| 倖田來未 Holy Fallin' Night supported by カミオト夜 | 2023年12月23日 | 大阪市中央公会堂 大集会室 | 倖田來未                                                   |